# 沃伦·J·史密斯
沃伦·J·史密斯（英語：Warren J. Smith，1922年8月17日—2008年6月19日）是一位美国物理学家，曾任美国光学学会会长（1980年），主要作品有《现代光学工程——光学系统设计》（Modern Optical Engineering - The Design of Optical Systems）、《现代透镜设计手册》（Modern Lens Design - A Resource Manual）、《实用光学系统总体布局》（Practical Optical Systems Layout）等。